# او-۵۲۲
او-۵۲۲ (به آلمانی: U 522) یک او-بوت گونه ۷سی بود که ساخت آن سال ۱۹۴۱ تکمیل شد و در جریان جنگ جهانی دوم در کریگس‌مارینه خدمت کرد.

## تاریخچه عملیاتی
او-۵۲۲ به فرماندهی ناوسروان هربرت اشنایدر جزئی از گروه او-بوت‌های دِلفین برای حمله به کاروان نفت‌کش‌های بریتانیایی موسوم به «تی‌ام ۱» در آب‌های غرب جزایر قناری بود. او-۵۲۲ سه بامداد روز ۹ ژانویه سال ۱۹۴۳ در فاصله حدود ۱٬۳۰۰ متری از سمت راست جلوی کاروان موضع گرفت و در عمق پریسکوپ منتظر فرصتی برای یورش بود. به هر حال او-بوت مورد شناسایی دستگاه ردیاب صوتی ناوچه سبک پیمپِرنِل که همان سوی کاوران بود، قرار گرفت. ناوچه سرعت خود را افزایش داد تا موقعیت را بررسی کند. به هر صورت با وجود این که ناوچه پیش می‌رفت اتصال ردیابی آن با او-بوت ضعیف‌تر می‌شد. اشنایدر با آگاهی یافتن از مطلع بودن شناور از وجود او-بوت، به عمق آب رفت و از کاروان دور شد. او-۵۲۲ بیست دقیقه بعد در عمق پریسکوپ دوباره در حال نزدیک شدن به کاروان بود تا موضع حمله بگیرد. البته پیمپِرنِل همچنان آن‌جا و آماده بود. اتصال ردیاب صوتی دوباره برقرار شد و ناوچه به کاروان وضعیت آماده‌باش داد. برای این کار خیلی دیر بود. او-۵۲۲ توانسته بود از سد حفاظتی بگذرد و سه اژدر به سمت کشتی‌ها شلیک کند. دو اژدر به نفت‌کش ۶٬۸۳۳ تنی بریتانیایی مینیستر ویدل با بار ۸۹۲۰ تن سوخت، در جلوی ستون سمت بیرون کاروان برخورد کرد. آتش بسیار بزرگی از آن شعله کشید. چند ثانیه بعد اژدر سوم به نفت‌کش ۹٬۵۵۵ تنی نورویک با پرچم پاناما حامل ۱۳٫۰۲۱ تن نفت خام اصابت و آن را هم طعمه آتش کرد. زبانه‌های آتش از این دو کشتی آسمان پیش سپیده‌دم منطقه را همچون روز روشن کرده بود. ناوشکن اچ‌ام‌اس هَولاک ۳۸ خدمه مینیستر ویدل و سپس ۴۳ خدمه نورویک را که کشتی‌های خود را رها کرده بودند، از آب گرفت. درحالی‌که دو کشتی همچنان شناور بودند و تعدادی از خدمه مینیستر ویدل سعی در نجات آن داشتند، دو او-بوت مخفیانه به کاروان نزدیک می‌شدند تا تیر خلاص را به این دو نفت‌کش بزنند. ناوشکن از وجود آن‌ها مطلع شد و دو ناوچه سبک محافظت با خرج عمقی به سمت آن‌ها حمله کردند. دو او-بوت شتابان وادار به عقب‌نشینی شدند.
او-۵۲۲ روز بعد، ۱۰ ژانویه سال ۱۹۴۳، پس از تاریک شدن هوا در حدود ۲۰۰ کیلومتری شمال غربی جزایر قناری دوباره به طرف کاوران تی‌ام ۱ رفت و حدود ساعت ۲۱:۴۰ با گذر از حلقه حفاظتی سه اژدر دیگر به سمت نفت‌کش‌ها شلیک کرد. هر سه اژدر به نفت‌کش ۶٬۹۸۳ بریتانیایی بریتیش دمینیون حامل ۹٬۰۰۰ سوخت هواپیما با اکتان بالا خورد و آن را به آتش کشید. از مجموع ۵۳ خدمه نفت‌کش تنها ۱۵ نفر از این حادثه جان به در بردند.